# Terry Reintke

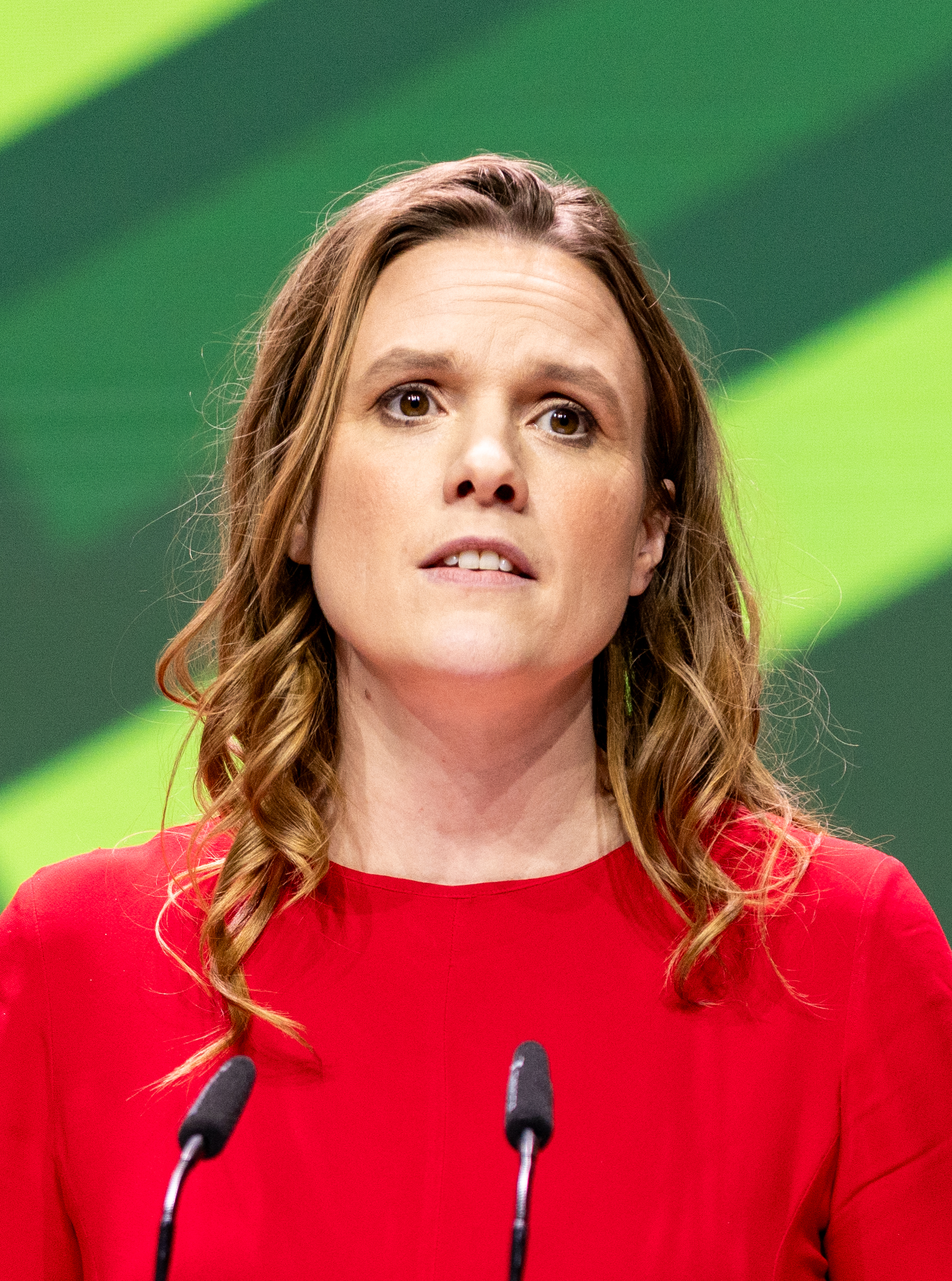
Terry Reintke (2023)

Theresa „Terry“ Reintke (* 9. Mai 1987 in Gelsenkirchen) ist eine deutsche Politikerin (Bündnis 90/Die Grünen). Reintke war von 2011 bis 2013 Sprecherin der Federation of Young European Greens. Sie ist seit der Europawahl 2014 Mitglied des Europäischen Parlaments und wurde 2019 und 2024 wiedergewählt. Sie ist Mitglied der Fraktion Die Grünen/EFA. Seit 2022 ist sie eine der beiden Vorsitzenden dieser Fraktion. Ende 2023 wurde sie von den deutschen Grünen für die Europawahl 2024 zur Spitzenkandidatin gewählt und ebenso als Spitzenkandidatin der europäischen Grünen vorgeschlagen.

## Leben
Theresa Reintke wuchs im Ruhrgebiet auf. Nach dem Abitur am Annette-von-Droste-Hülshoff-Gymnasium in Gelsenkirchen-Buer studierte Reintke von 2006 bis 2012 Politikwissenschaft an der Freien Universität Berlin und der University of Edinburgh. Sie schloss das Studium mit einem Diplom und einer Arbeit zum Thema „Lokale NGOs und sexualisierte Gewalt in den Balkankonflikten“ ab. Anschließend arbeitete sie als Wissenschaftliche Mitarbeiterin im Deutschen Bundestag für den Abgeordneten Ulrich Schneider (Grüne).
Reintke lebte bis 2024 in einer Beziehung mit der französischen Senatorin Mélanie Vogel (Europe Écologie-Les Verts) und setzt sich auch politisch für die Rechte von LGBTQI ein. Seit 2014 lebt sie in Duisburg.

## Politisches Engagement

### Engagement in der Grünen Jugend und der FYEG
Reintke war seit 2004 in der Grünen Jugend Mitglied; sie war in unterschiedlichen Funktionen aktiv. Zwei Jahre lang war sie in der Frauenkommission und Koordinatorin des Fachforums Gleichberechtigung. Anschließend war sie Mitglied der Internationalen Vertretung und Koordinatorin des Fachforums Nahost/Israel-Palästina. Von 2008 bis 2009 war sie Mitglied im Bundesvorstand der Grünen Jugend.
Von 2011 bis 2013 war Reintke Sprecherin der Federation of Young European Greens (FYEG), dem europäischen Verband der grünen Jugendorganisationen. Im Vorstand war Reintke für die Mitgliedsorganisationen DWARS (Niederlande), DEM (Mazedonien), Revolt (Bosnien) und die Croatian Young Greens zuständig. Seit 2012 ist sie Mitglied bei Bündnis 90/Die Grünen. Seit Oktober 2014 ist Reintke außerdem Mitglied der Jungen Europäischen Föderalisten Deutschland im Landesverband Nordrhein-Westfalen.

### Wahl ins Europaparlament 2014

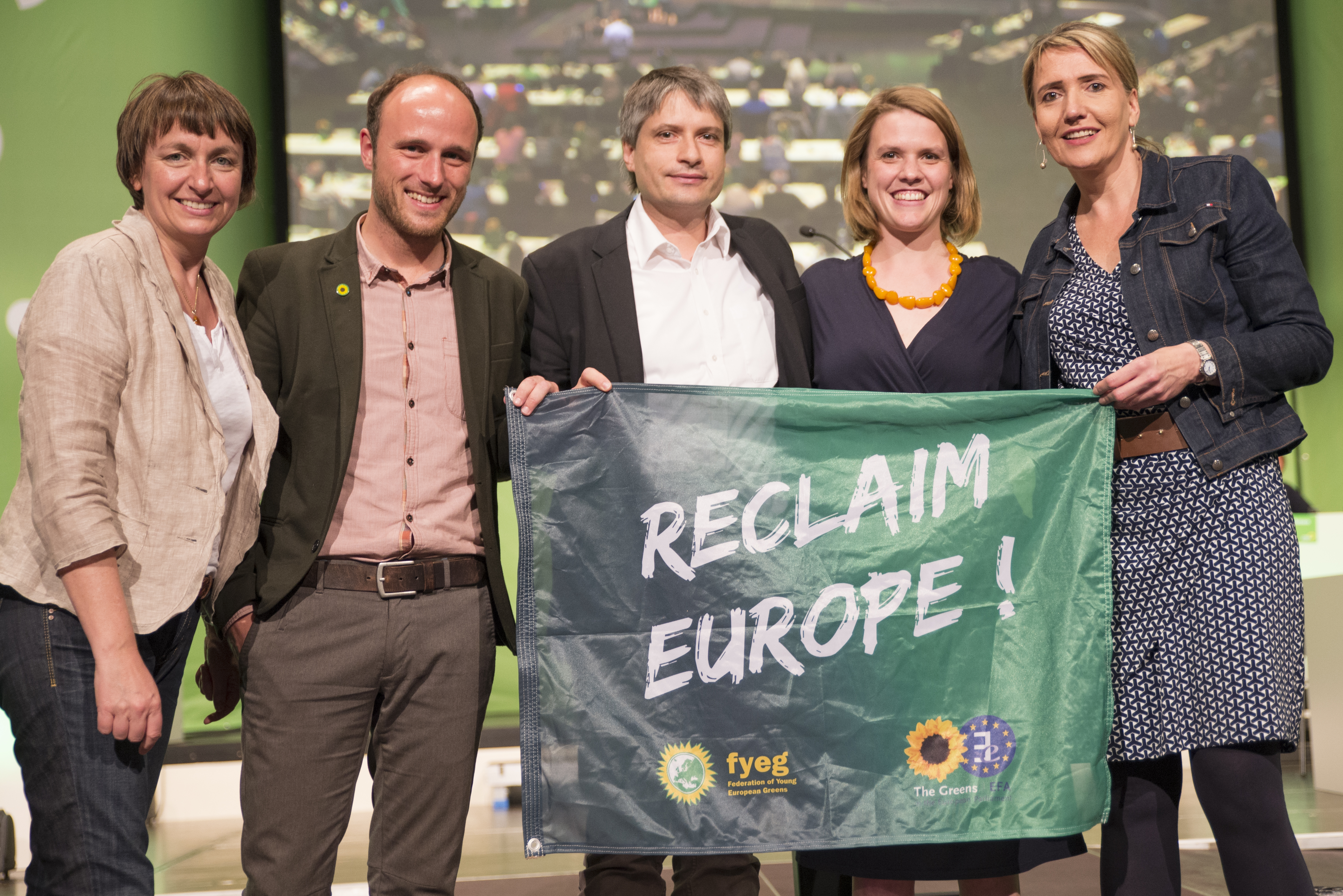
Terry Reintke (2. von rechts) gemeinsam mit (von links nach rechts) Monika Düker, Sven Lehmann, Sven Giegold und Simone Peter auf dem Landesparteitag der Grünen NRW in Siegburg (2014)

Auf der Bundesdelegiertenkonferenz von Bündnis 90/Die Grünen im Februar 2014 wurde Reintke im dritten Wahlgang auf den 9. Platz der bundesweiten Liste ihrer Partei für die Europawahl 2014 gewählt. Dieser Listenplatz reichte für den Einzug in das Europäische Parlament aus; sie trat der Fraktion Die Grünen/EFA bei.
Im Europäischen Parlament war sie in der 8. Legislatur (2014–2019) Mitglied in den Ausschüssen für Beschäftigung und soziale Angelegenheiten, für regionale Entwicklung und für die Rechte der Frau und die Gleichstellung der Geschlechter. Seit 2017 ist sie Co-Vorsitzende der LGBTI-Intergroup.
2015 brachte sie einen Initiativbericht Kohäsionspolitik und gesellschaftliche Randgruppen (2014/2247(INI)) durch das Parlament, der insbesondere die Lage der europäischen Roma thematisiert. 2016 beschloss das Parlament ihren Bericht über die Gleichstellung der Geschlechter und Stärkung von Frauen im digitalen Zeitalter. Sie war darüber hinaus die Verhandlungsführerin der Grünen-Fraktion für die Reform der Entsenderichtlinie. Aufmerksamkeit erregte insbesondere ihr Einsatz gegen sexuelle Belästigung. Im Rahmen der internationalen #MeToo-Kampagne engagierte sie sich gegen sexuelle Belästigung und sexuelle Gewalt im Europäischen Parlament.

### Wiederwahl ins Europaparlament 2019

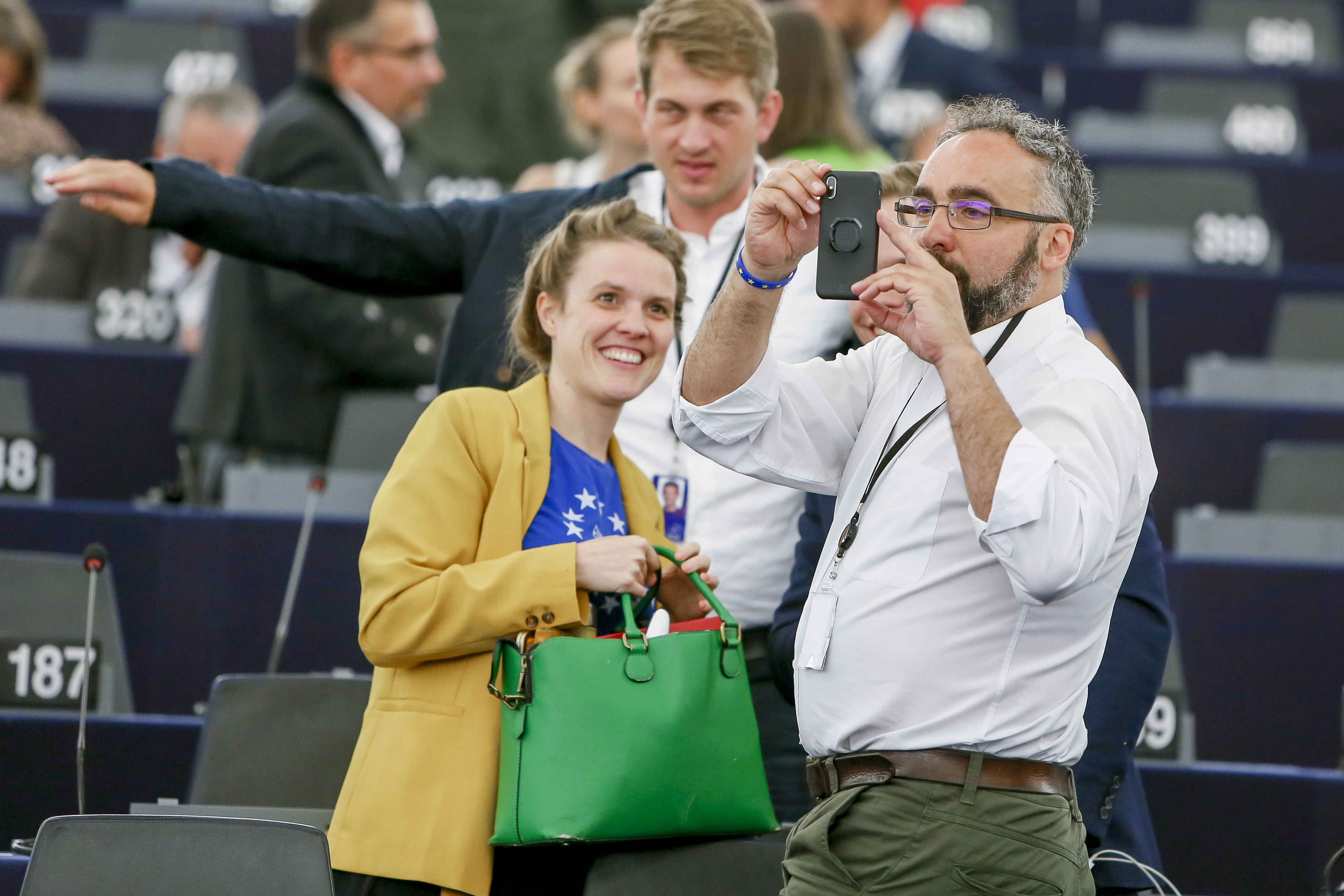
Terry Reintke zusammen mit Scott Ainslie bei der Konstituierung des Europäischen Parlaments am 2. Juli 2019

Im November 2018 kandidierte Reintke auf der Bundesdelegiertenkonferenz von Bündnis 90/Die Grünen für die Europawahlliste, die Delegierten nominierten sie für den 3. Listenplatz. Ihre Partei gewann bei der Europawahl mit 20,5 Prozent der Stimmen 21 der 96 deutschen Mandate, sodass Reintke direkt einzog. Sie trat wieder der Fraktion Die Grünen/EFA bei, für die Fraktion ist sie in der 9. Legislatur Mitglied im Ausschuss für bürgerliche Freiheiten, Justiz und Inneres. Des Weiteren ist sie stellvertretendes Mitglied im Ausschuss für Beschäftigung und soziale Angelegenheiten sowie im Ausschuss für die Rechte der Frau und die Gleichstellung der Geschlechter. Zudem wurde sie von den Mitgliedern ihrer Fraktion zu einer der sieben stellvertretenden Fraktionsvorsitzenden gewählt.
Im Vorfeld der Wahl des Präsidenten der EU-Kommissionspräsidenten gehörte Reintke zum interfraktionellen Verhandlungsteam der Fraktion, um ein gemeinsames Arbeitsprogramm für das Europaparlament zu erarbeiten. Zusammen mit dem Fraktionskollegen Ernest Urtasun verhandelte sie für die Fraktion die Themen Migration, Grenzen und Rechtsstaat.

### Wahl zur (Co-)Fraktionsführerin der Grünen/EFA im Europaparlament 2022
Am 12. Oktober 2022 wurde sie zu einer der beiden Vorsitzenden der Fraktion Die Grünen/EFA im Europaparlament gewählt. Sie folgte in diesem Amt Ska Keller nach und übt den Fraktionsvorsitz gemeinsam mit Philippe Lamberts aus.

### Nominierung als Spitzenkandidatin auf Bundes- und Europaebene für die Wahl zum Europaparlament 2024
Reintke wurde zunächst im November 2023 zur Spitzenkandidatin der deutschen Grünen für die Europawahl 2024 nominiert, im Februar 2024 dann in Lyon gemeinsam mit dem Niederländer Bas Eickhout auch als Teil des europäischen Spitzenduos von Grüne/EFA.
Während Reintke Co-Fraktionsvorsitzende der Fraktion war, gab es seit Sommer 2022 Anschuldigungen von mehr als einem Dutzend Mitarbeitern der Partei gegen den Europaabgeordneten Malte Gallée. Dieser wurde des Mobbings und der sexuellen Belästigung bezichtigt. In einem anonymen Brief warfen Parteimitglieder der Fraktionsführung vor, die Beschwerden zu ignorieren, Vertuschung zu betreiben und ein Vorgehen gegen den Missbrauch nur vorzutäuschen. Andere Mitglieder der Partei unterstützten Reintke hingegen: Bei anonymen Gerüchten habe man kein Ombudsverfahren einleiten können. Ferner vermuteten sie politische Gründe hinter den Anschuldigungen.
Bei der Europawahl 2024 wurde Reintke erneut ins Europäische Parlament gewählt.

### Beteiligung an Koalitionsverhandlungen auf Landes- und Bundesebene
Bei den Verhandlungen der Ampelkoalition 2021 war sie Teil der Arbeitsgruppe „Europa“, unter der Leitung von Udo Bullmann, Franziska Brantner und Nicola Beer.
Nach der Landtagswahl in Nordrhein-Westfalen 2022 war Reintke Teil des grünen Sondierungsteams und in den Koalitionsverhandlungen leitete sie gemeinsam mit Mehrdad Mostofizadeh die Arbeitsgruppe im Bereich „Arbeit, Gesundheit und Soziales“.

## Mitgliedschaften
Terry Reintke ist Mitglied der überparteilichen Europa-Union Deutschland, die sich für ein föderales Europa und den europäischen Einigungsprozess einsetzt.